# Vernon (Alabama)
Vernon település az USA Alabama államában, Lamar megyében, melynek megyeszékhelye is. Lakosainak száma 1921 fő (2020. április 1.).

## Népesség
A település népességének változása:

| 2010 | 2 000 |
| 2020 | 1 921 |